# デリク・オセデ
デリク・オセデ・プリエト（Derik Osede Prieto、1993年2月21日 - ）は、スペイン・マドリード出身のプロサッカー選手。CDアルコヤーノ所属。ポジションはDF。

## 経歴
スペインの首都マドリードにて、ナイジェリア人の父とスペイン人の母との間に生まれた。
レアル・マドリードのカンテラで育成され、Bチームまでは昇格できたが、2015年夏に退団。
2015年7月6日、トライアルを経てフリーでボルトン・ワンダラーズFCに加入。契約は3年。
2018年11月26日、CDヌマンシアと2年契約を結んだ。
2020年10月5日、デポルティーボ・ラ・コルーニャへ移籍。

## 所属クラブ
ユース
- レアル・マドリード 2002-2011

プロ
- レアル・マドリードC 2011-2013
- レアル・マドリード・カスティージャ 2012-2015
- ボルトン・ワンダラーズFC 2015-2018
- CDヌマンシア 2018-2020
- デポルティーボ・ラ・コルーニャ 2020-2021
- CDアルコヤーノ 2022-

## タイトル
- UEFA U-19欧州選手権: 2012